# Cirsium dyris
Cirsium dyris là một loài thực vật có hoa trong họ Cúc. Loài này được Jahand. & Maire mô tả khoa học đầu tiên năm 1923.